# آرداتوف، جمهوری موردوویا
شهر آرداتوف، موردوویا (به روسی: Ардатов) در کشور روسیه و در جمهوری موردوویا واقع شده‌است.